# Consell per al Manteniment de les Ocupacions
El Consell per al Manteniment de les Ocupacions (en francès, Conseil pour le maintien des occupations, CMDO) va ser un organisme revolucionari creat al maig de 1968 a la universitat parisenca de la Sorbona.
El CMDO va donar a les vagues salvatges, a la vaga general i a les ocupacions de fàbriques a França i el seu control per part dels consells obrers. Al si del moviment revolucionari, el CMDO es va oposar als sindicats que intentaven frenar la revolta i que defensaven les tesis del general Charles de Gaulle.
El CMDO va instaurar una política de representació igualitària entre els seus membres. És descrit pel situacionista René Viénet com «una assemblea general ininterrompuda, que delibera dia i nit. Cap facció o reunió privada existia fora del debat comú». És conegut també per la «Chanson du CMDO» escrita per Alice Becker-Ho.